# Ruine Tosters
Die Ruine Tosters ist die Ruine einer Höhenburg auf einem, von felsigen Steilhängen begrenzten, nordseitigen Ausläufer des Schellenberges im Feldkircher Ortsteil Tosters im österreichischen Bundesland Vorarlberg.

## Geschichte

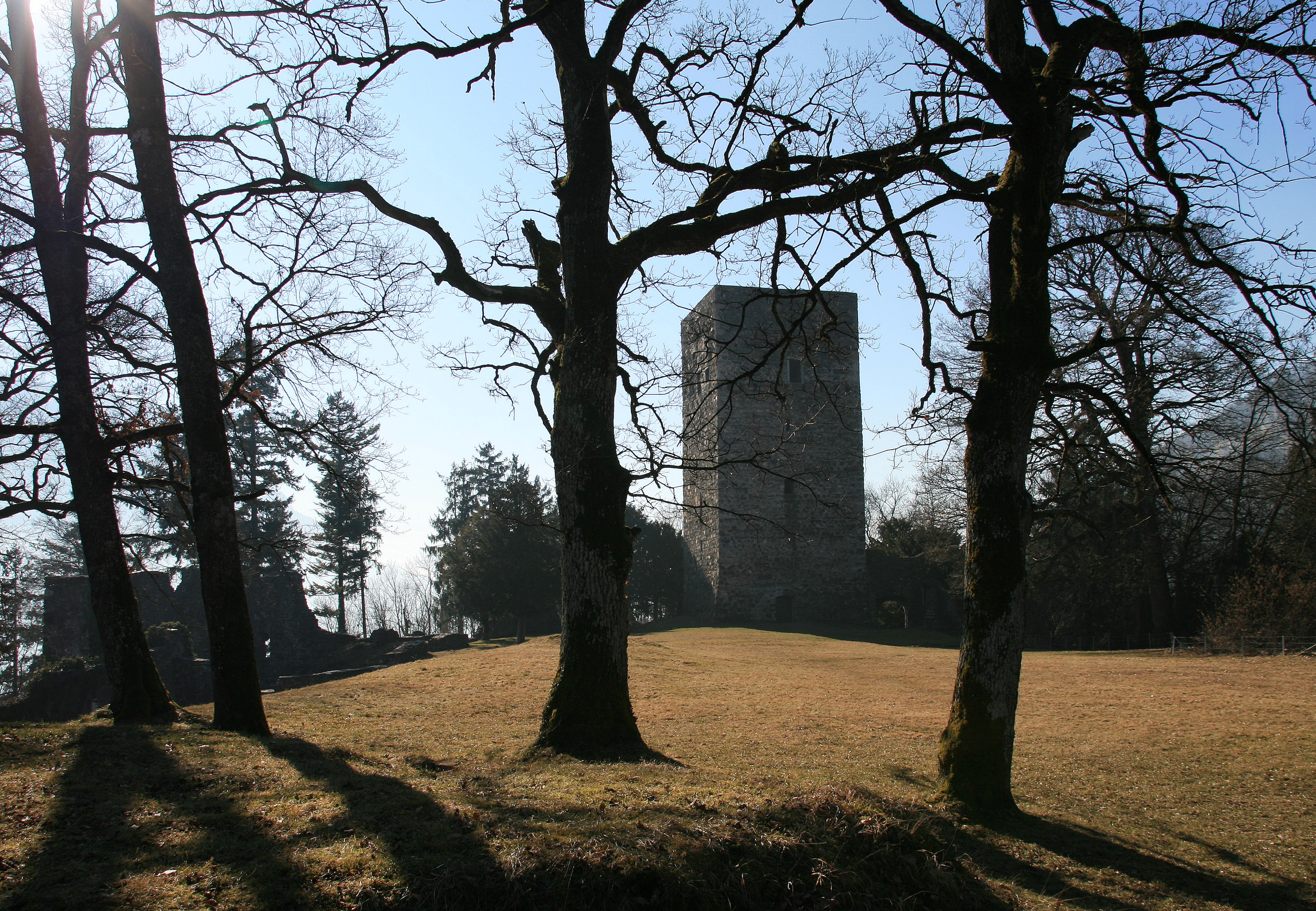
Ruine Tosters

Die Burg wurde um 1260 durch die Grafen von Montfort erbaut und von einer Teillinie des Geschlechts bewohnt. Graf Hugo VII. erhielt um 1331/32 die Burg sowie die Herrschaft Tosters.
Die Burganlage wurde während des Appenzellerkrieges am 25. November 1405 durch die mit den Appenzellern verbündeten Feldkircher Bürger eingenommen. Der Brand zerstörte alles außer den Turm.
Nach 1408 erfolgte ein Wiederaufbau und Anfang des 16. Jahrhunderts wurde das Haupttor in die Südecke verlegt, indem ein Teil der Ringmauer abgetragen wurde und in ein eingezogenes Flankentor umgestaltet wurde. Vom alten Burgtor gelangte man mittels hölzerner Brücke über den vorgelagerten breiten Graben.
Seit 1616 verfiel die Anlage. Der Turm wurde 1838/39 restauriert und in den Jahren 1974 bis 1980 erfolgte eine Gesamtsanierung des Mauerbestandes.

## Anlage
Die Ruine des Bergfriedes sowie Teile des Palas und der Außenmauer stehen noch und sind nun ein beliebtes Ausflugsziel.